# Mater Dei Hospital
Mater Dei Hospital är Maltas huvudsjukhus, beläget utanför Msida ett par kilometer väster om huvudstaden Valletta. Sjukhuset är allmänt akutsjukhus samt universitetssjukhus. Sjukhuset är 250 000 kvadratmeter stort och ritades och byggdes av svenska Skanska Malta JV.
Mater Dei Hospital har utbildningsfaciliteter för fakulteterna för hälsovetenskap, medicin och kirurgi samt tandkirurgi vid Maltas universitet som ligger intill sjukhuset. Mater Dei Hospital huserar också det hälsovetenskapliga biblioteket vilket är en del av Maltas universitetsbibliotek.
I anslutning till sjukhuset öppnades 2014 det nya onkologicentret Sir Anthony Mamo Oncology Hospital, vilket kommer att ersätta den nuvarande onkologiavdelningen på Sir Paul Boffa hospital i Floriana. Centret har bland annat tre linjäracceleratorer för cancerbehandling.